# Операція «Тайфун»
Операція «Тайфун» (нім. Taifun) — стратегічна наступальна операція німецьких військ на радянсько-німецькому фронті в жовтні-листопаді 1941 року з метою захоплення Москви і Московського промислового району.